# 克山农场
克山农场是一个位于中华人民共和国黑龙江省齐齐哈尔市克山县的农场，亦是黑龙江省农垦齐齐哈尔管理局所属的一个农场。
克山农场地处松嫩平原东北部，小兴安岭西麓，于1955年建场，农场占地总面积351平方公里，耕地面积44.4万亩，总人口2.3万人。下设4个管理区、27个居民点。

## 行政区划
克山农场下辖以下单位：
克山场直社区、克山农场第一管理区、克山农场第二管理区、克山农场第三管理区和克山农场第四管理区。